# نوشیدنی‌های الکلی در ایران
با توجه به قوانین اسلام، نوشیدن، تولید و مبادله هر گونه نوشیدنی‌های الکلی در ایران ممنوع است و به همین دلیل واردات نوشیدنی‌های الکلی به ایران غیرقانونی است. به جای آن، نوشیدنی‌های بدون الکل در ایران رواج دارد.

## ممنوعیت نوشیدنی‌های الکلی
ممنوعیت نوشیدنی‌های الکلی، فرصت خوبی برای تولیدکنندگان نوشیدنی‌های غیرالکلی ایجاد کرده‌است. دولت با اجرای برنامه‌های ضدقاچاق و واردات نوشیدنی‌های غیرالکلی به کشور، سعی در تشویق مردم به سمت این‌گونه نوشیدنی‌ها دارد. بیشتر جوانان ایرانی پس از آن که در رسانه‌ها از فواید زیاد آن‌ها صحبت شد، به سمت آبجوهای بدون الکل روی آورده‌اند. این تبلیغات بر روی منافع شرکت‌های تولیدکننده ماءالشعیر، تأثیر زیادی داشته‌است.

## در قوانین اسلام
در دین اسلام، مصرف الکل به هر نحو حرام است. همچنین مبادله نوشیدنی‌های الکلی و ظروف آن‌ها نیز ممنوع است. به همین دلیل واردات این‌گونه نوشیدنی‌ها به ایران غیرقانونی است.